# Aeroporto di Nantes Atlantique
L'aeroporto di Nantes Atlantique (in francese Aéroport de Nantes-Atlantique) è un aeroporto francese che serve Nantes, nel dipartimento della Loira Atlantica. Sorge sui territori dei comuni di Bouguenais e Saint-Aignan-Grandlieu, 7,5 km a sud-ovest della città. È il secondo aeroporto più importante dell'ovest della Francia, alle spalle di Bordeaux-Mérignac, ed è il nono aeroporto francese per traffico passeggeri.

## Storia
Nel 1928 fu creato un campo d'aviazione, principalmente per uso militare, su un sito di 50 ettari accanto alla strada N23 Nantes-Paimbœuf (ora RD 723), vicino al Château de Bougon. Utilizzato a partire dal 1932, nel 1934-1935 ospitava la fabbrica Breguet di Le Brossais, con un collegamento al campo d'aviazione. Nel 1936/7, la Société Nationale de Constructions Aéronautiques de l'Ouest aprì una fabbrica di aerei adiacente al campo di aviazione, costruendo inizialmente bombardieri MB.210, seguiti da caccia M.S.406 e bombardieri LeO 45. Nel 1939 la pista in erba fu sostituita da una pista in cemento di 900x40 m.
Durante la seconda guerra mondiale, il campo d'aviazione fu brevemente utilizzato come aeroporto della Royal Air Force britannica prima di essere catturato dalle forze tedesche, le quali la trasformarono in un vero e proprio campo, con caserme, caseggiati e caselle di cemento. Da lì i bombardieri della Luftwaffe volavano verso l'Inghilterra. Gli Alleati, rendendosi conto dell'importanza strategica del sito, con la vicina fabbrica di aerei, lo bombardarono il 4 luglio 1943. Si registrarono 20 vittime civili e tre quarti della fabbrica vennero distrutti e resi inutilizzabili.
Alla fine della guerra, l'Aeronautica francese riprese possesso del sito, le cui infrastrutture erano state distrutte dai tedeschi durante la ritirata. La fabbrica di aerei fu ricostruita e da allora ha costruito sezioni del caccia Vautour e dell'aereo di linea Caravelle, prima di diventare parte di Airbus. Nel 1951 iniziarono le prime operazioni commerciali, con la costruzione di un nuovo terminal tra il 1954 e il 1960 e l'ampliamento della pista per accogliere aerei più grandi. Air Ouest è stata la prima compagnia aerea a operare da Nantes.
Un tratto di 4,5 km della linea ferroviaria Nantes - Sainte-Pazanne è stata deviata nel 1967. Negli anni Settanta, la lunghezza della pista è stata aumentata a 2.300 metri, mentre sono stati costruiti una nuova sala partenze e un terminal merci, oltre alla creazione di un parcheggio a pagamento.
Negli anni '70 i voli nazionali erano operati principalmente da Air Inter, Touraine Air Transport (TAT), Rousseau Aviation, Air Rhuys, Nantes Aviation e Taxi Avia France.
Negli anni '80, la capacità dell'aeroporto è stata aumentata del 50%, passando a 8.300 m² per il terminal passeggeri e a 2.400 m² per il terminal merci. Negli anni '90 è stata costruita una nuova torre di controllo e il terminal è raddoppiato, raggiungendo una superficie di 27.000 m².
Il costante aumento del traffico, che ha fatto temere che Nantes Atlantique avrebbe raggiunto rapidamente la saturazione, ha spinto le autorità pubbliche e le comunità locali a rilanciare nel 2008 il progetto di un nuovo aeroporto a Notre-Dame-des-Landes (un progetto che esisteva già dal 1963), a nord-ovest dell'agglomerato urbano di Nantes. Di fronte alla forte opposizione delle popolazioni interessate, il progetto è stato abbandonato dal governo nel gennaio 2018.
Fino alla fine del 2010 l'aeroporto di Nantes Atlantique era gestito dalla Camera di Commercio e dell'Industria di Nantes e Saint-Nazaire (CCI); dal 1º gennaio 2011 è gestito dal concessionario Aéroports du Grand Ouest, una joint venture tra Vinci, la CCI (10%) e l'Entreprise de Travaux Publics de l'Ouest (ETPO) (5%).
Nel 2011 Nantes Atlantique ha ricevuto il premio ERA 2011-2012 per il miglior aeroporto europeo dall'Associazione europea delle compagnie aeree regionali.